# لیندا لمای
لیندا لمای (به انگلیسی Linda Lemay) (زاده ۲۵ ژوئیه ۱۹۶۶ در شهر پورتنوف، کبک) خواننده، ترانه‌سرا و نوازنده گیتار کانادایی است.
پس از کسب جوایز منطقه ای و محلی در سال ۱۹۸۹، او به فرانسه مهاجرت کرد و سپس به‌طور مرتب تورها و مراسم‌هایی را در کبک و فرانسه برگزار کرد.

## جوایز
- ۱۹۹۵: ۴ نامزدی دریافت جایزه فلیکس: هنرمند زن سال، آلبوم پاپ سال (Y)، ترانه‌سرا سال، کنسرت سال[۴]
- ۱۹۹۶: نامزدی جایزه فلیکس: هنرمند با بهترین شناخت در خارج از کبک[۵]
- ۱۹۹۸: برنده جایزه فلیکس، زن هنرمند سال؛ ۴ نامزد Félix دیگر: آلبوم پاپ سال (Lynda Lemay)، پرفروش‌ترین آلبوم سال (همان‌جا)، کنسرت سال، هنرمند با بهترین شناخت در خارج از کبک[۶]
- ۱۹۹۹: ۲ نامزدی دریافت جایزه Félix: آلبوم پاپ سال (Lynda Lemay live)، هنرمند با بهترین شناخت در خارج از کبک[۷]
- ۲۰۰۰: برنده جایزه فلیکس، هنرمند با بهترین شناخت در خارج از کبک[۸]
- ۲۰۰۱: ۴ نامزدی دریافت جایزه فلیکس: هنرمند زن سال، آلبوم پاپ سال (Du coq à l'âme)، کنسرت سال، هنرمند با بیشترین شناخت در خارج از کبک[۹]
- ۲۰۰۲: ۳ نامزدی جایزه Flix: هنرمند زن سال، آلبوم پاپ سال (Les lettres rouges)، هنرمند با بهترین شناخت در خارج از کبک[۱۰]
- ۲۰۰۴: نامزدی جایزه فلیکس: هنرمند با بهترین شناخت در خارج از کبک[۱۱]